# Хоїни (Островський повіт)
Хоїни (пол. Choiny) — село в Польщі, у гміні Вонсево Островського повіту Мазовецького воєводства.
Населення — 48 осіб (2011).
У 1975-1998 роках село належало до Остроленцького воєводства.

## Демографія
Демографічна структура станом на 31 березня 2011 року:
|          | Загалом | Допрацездатний вік | Працездатний вік | Постпрацездатний вік |
| -------- | ------- | ------------------ | ---------------- | -------------------- |
| Чоловіки | 25      | 4                  | 14               | 7                    |
| Жінки    | 23      | 2                  | 14               | 7                    |
| Разом    | 48      | 6                  | 28               | 14                   |